# Root (igra)
Root je avanturistička društvena igra na tabli sa figuricama za 2 do 4 igrača koji su u ulozi raznih šumskih stvorenja koja vode bitku za prevlast i kontrolu šume.

## Opis i pravila
Svaki igrač kontroliše drugu frakciju od kojih svaka ima različite elemente igranja, taktiku i opcije bodovanja. U osnovnoj igri prisutne su četiri klana:
Klan Mačaka koji igra taktičku igru i konstruiše različite građevine,
Klan Sokola(Eyrie) koji se trudi da povrati svoju izgubljenu prevlast u šumi,
Savezništvo koje se krije u senkama, okuplja svoje snage i pravi razne spletke između drugih klanova u cilju kontrolisanja ostalih igrača kako bi došlo do pobede na kraju partije,
Grupa Vagabunda koja će za razliku od ostalih imati u interesu da sarađuje sa svakim igračem tokom partije, ali naravno ostvarujući najviše benefita u svoju korist.
Igrači imaju zajednička pravila o kretanju, kartama i borbi, dok svaka frakcija ima i neka dodatna pravila u igri. Igrači koji izaberu klan Sokola smenjuju se planirajući svoje akcije određenim redosledom u okviru "dekreta", zahtevajući od njih da preduzmu određene radnje u određenim oblastima table. Svaki krug igrač dodaje nove karte dekretu, sve dok ne bude u mogućnosti da preduzme propisanu radnju, u tom trenutku gube pobedničke poene i moraju resetovati svoj dekret. Klan Mačaka zahteva od igrača da izgradi zgrade na svim poljima - nabavljajući drvo preko pilana za izgradnju drugih vrsta zgrada i dodavanjem borbenih jedinica na ploču. Šumska alijansa počinje bez jedinica na tabli, umesto toga dodaje simbole simpatija, dobija karte navijača i dodaje mali broj ratnika na ploču kada im se ukaže prilika. Za razliku od ostalih frakcija, Vagabundo nema ratničkih jedinica, već kontroliše samo jedan komad oko ploče. Igrač Vagabunda može kupovati predmete od drugih igrača i ili se sprijateljiti ili napasti druge igrače kako bi zaradio pobedničke poene.

## Spoljašnje veze
Root borad game BGG